# 新切博克薩爾斯克
56°7′N 47°30′E / 56.117°N 47.500°E
新切博克薩爾斯克是俄羅斯楚瓦什共和國的一座大城市，位於該國北部，伏爾加河南岸，距首府切博克萨雷3公里。面積36.7平方公里，2002年人口125,857人。

## 历史
新切博克薩爾斯克于1960年11月18日建立，一开始它是切博克萨雷的一座卫星城。建市的原因是1960年代里在伏尔加河上切博克萨雷水库建造切博克萨雷水电站，1965年它获得了新切博克薩爾斯克的名称和城市地位。1971年它成为楚瓦什共和國的直辖市。1983年其居民数超过十万。
2008年3月2日俄罗斯总统选举的同日在新切博克薩爾斯克和切博克萨雷也举行了是否合并两市的公民共投。但是切博克萨雷的居民以63%的多数表示赞成合并，而新切博克薩爾斯克的居民则仅有38%表示赞成，因此合并没有成功。

## 经济和交通
除今天属于俄罗斯水电公司的水电站外市内还有许多重要工业企业，其中包括化工厂、建筑材料、纺织和钢管厂。
新切博克薩爾斯克连接在M7公路上，市内还有一座伏尔加河港口，因此是一个重要的交通枢纽。最邻近新切博克薩爾斯克的火车站位于切博克萨雷。市内交通主要依靠1979年开始运行的无轨电车。

## 名人
- 奥加·耶格罗娃（英语：Olga Yegorova），长跑运动员